# Hemāwās
Hemāwās är en ort i Indien.   Den ligger i distriktet Pāli och delstaten Rajasthan, i den nordvästra delen av landet, 500 km sydväst om huvudstaden New Delhi. Hemāwās ligger 226 meter över havet och antalet invånare är 3 554.
Terrängen runt Hemāwās är platt. Runt Hemāwās är det ganska tätbefolkat, med 192 invånare per kvadratkilometer. Närmaste större samhälle är Pāli, 7,9 km norr om Hemāwās. Trakten runt Hemāwās består till största delen av jordbruksmark.